# Aaron Horvath
Aaron James Horvath (19 de agosto de 1980) es un animador, guionista, productor y director estadounidense. Es conocido por codesarrollar Teen Titans Go! junto a Michael Jelenic para Cartoon Network, además de dirigir la película Super Mario Bros. La película junto con Jelenic. Horvath hizo su debut como director en el largometraje Teen Titans Go! to the Movies (2018), que dirigió junto a Peter Rida Michail.

## Filmografía

### Largometrajes
| Año  | Título                              | Rol | Notas                                    |
| ---- | ----------------------------------- | --- | ---------------------------------------- |
| 2010 | La casa de los dibujos: La película | N/A | Artista principal del guion gráfico      |
| 2018 | Teen Titans Go! to the Movies       | N/A | Debut como director, productor, escritor |
| 2023 | Super Mario Bros.: la película      | N/A | Director                                 |
| 2026 | Super Mario Bros. 2: la película    | N/A | Director                                 |

### Televisión
| Año           | Título                                  | Rol      | Notas                                                                                   | Otras notas                                                     |
| ------------- | --------------------------------------- | -------- | --------------------------------------------------------------------------------------- | --------------------------------------------------------------- |
| 2003          | Kid Notorious                           | N/A      | Diseñador de personajes                                                                 | N/A                                                             |
| 2005          | The Buzz on Maggie                      | N/A      | Animador                                                                                | N/A                                                             |
| 2006          | Yin Yang Yo!                            | N/A      | Asistente de animación                                                                  | Sin acreditar, Segmento: Get Off My Back!/Slumber Party of Doom |
| 2007-08       | El Tigre: Las aventuras de Manny Rivera | N/A      | Animador flash                                                                          | N/A                                                             |
| 2008          | Navidad de arándanos                    | N/A      | Animador                                                                                | N/A                                                             |
| 2010-11       | Enojado                                 | N/A      | Director, animador                                                                      | N/A                                                             |
| 2013-presente | Teen Titans Go!                         | Él mismo | Desarrollador (con Michael Jelenic), productor, productor ejecutivo, director, escritor | N/A                                                             |
| 2014          | Elf: Buddy's Musical Christmas          | N/A      | Escritor, productor                                                                     | N/A                                                             |
| 2017-2020     | Unikitty!                               | N/A      | Productor supervisor                                                                    | N/A                                                             |
| 2017          | Critters                                | N/A      | Escritor, productor                                                                     | N/A                                                             |

### Videojuegos
| Año  | Título          | Rol | Notas    | Otras notas |
| ---- | --------------- | --- | -------- | ----------- |
| 2015 | Lego Dimensions | N/A | Escritor | N/A         |